# Enicospilus arenus
Enicospilus arenus là một loài tò vò trong họ Ichneumonidae.